# Selma Kurz
Selma Kurz fue una soprano austríaca que nació el 15 de octubre de 1874 en Biala (actualmente Bielsko-Biała) , Silesia austríaca y murió el 10 de mayo de 1933 en Viena. Fue una de las máximas exponentes de coloratura de su época.
Fue uno de los baluartes de la Ópera Estatal de Viena donde fue contratada en 1899 por Gustav Mahler, también muy admirada por el compositor Richard Strauss fue una suprema exponente de Zerbinetta, Violeta, Gilda, Lucia di Lamermoor, Lakmé, Elvira y Carmen y Elisabeth de Tannhäuser de Wagner. Cantó a menudo con Enrico Caruso, Emmy Destinn, Marcel Journet y su repertorio fue amplísimo.
En 1927 se retiró cantando la Rosina de El barbero de Sevilla.
En 1932, mortalmente enferma, reapareció con motivo del bautismo del hijo del Archiduque Antonio y la princesa Ileana de Rumania, amig personal de la cantante.
Se casó con un prominente ginecólogo vienés y tuvo dos hijos.